# Championnat du monde de rallycross FIA 2019
Navigation
2018 2020
Le championnat du monde de rallycross FIA 2019 présenté par Monster Energy est la sixième saison du championnat du monde de rallycross FIA. La saison débute cette année à Abu Dhabi sur le Circuit Yas Marina avant de se terminer au Cap. Le suédois Johan Kristoffersson est le champion en titre, qui ne conserve pas son titre à la suite du retrait de son équipe PSRX Volkswagen Sweden.

## Calendrier
Le calendrier 2019 est présenté le 25 octobre 2018. Il accueille une nouvelle épreuve à Abu Dhabi sur le Circuit Yas Marina, qui ouvrira la saison le 05 avril 2019. Le World RX of Belgium est transféré du circuit de Mettet au Circuit de Spa-Francorchamps.
Les épreuves Portugaise et Allemande sont supprimées du calendrier (l'épreuve Allemande reste exclusivement au calendrier du Championnat d'Europe de rallycross 2019).
L'épreuve portugaise de Montalegre, qui devait être au calendrier jusqu'en 2023 d'après leur contrat avec IMG, s'est vu retiré du calendrier 2019. Les organisateurs de l'épreuve entament une procédure judiciaire contre IMG.
Le 5 décembre, un nouveau calendrier est communiqué. Dans un souci de réduction des coûts, la manche sur le Circuit des Amériques aux États-Unis est supprimée, ce qui réduit le calendrier de 11 à 10 manches. La manche de Cape Town est quant à elle avancée de 3 semaines.
| Rnd. | Épreuve                   | Date                  | Circuit                                     | Vainqueur          | Équipe                   |
| ---- | ------------------------- | --------------------- | ------------------------------------------- | ------------------ | ------------------------ |
| 1    | World RX of Abu Dhabi     | 6-7 avril             | Circuit Yas Marina, Abou Dabi               | Kevin Hansen       | Team Hansen MJP          |
| 2    | World RX of Barcelona     | 27-28 avril           | Circuit de Barcelone, Montmeló              | Timmy Hansen       | Team Hansen MJP          |
| 3    | World RX of Belgium       | 11-12 mai             | Circuit de Spa-Francorchamps, Francorchamps | Timur Timerzyanov  | GRX Taneco               |
| 4    | World RX of Great Britain | 25-26 mai             | Circuit de Silverstone, Silverstone         | Timmy Hansen       | Team Hansen MJP          |
| 5    | World RX of Norway        | 15-16 juin            | Lånkebanen, Hell                            | Niclas Grönholm    | GRX Taneco               |
| 6    | World RX of Sweden        | 6-7 juillet           | Höljesbanan, Höljes                         | Sebastian Eriksson | Olsbergs MSE             |
| 7    | World RX of Canada        | 3-4 août              | Circuit Trois-Rivières, Trois-Rivières      | Andreas Bakkerud   | Monster Energy RX Cartel |
| 8    | World RX of France        | 31 août-1er septembre | Circuit de Lohéac, Lohéac                   | Timmy Hansen       | Team Hansen MJP          |
| 9    | World RX of Latvia        | 14-15 septembre       | Biķernieku Kompleksā Sporta Bāze, Riga      | Timmy Hansen       | Team Hansen MJP          |
| 10   | World RX of South Africa  | 9-10 novembre         | Killarney Motor Racing Complex, Le Cap      | Niclas Grönholm    | GRX Taneco               |

## Équipes et pilotes
- Mattias Ekström, champion du monde 2016 et vice champion 2018, quitte la discipline[3].

- En octobre 2018, c'est au tour de Peugeot Sport d'annoncer que le constructeur quitte le World RX[4]. Ce retrait est dû à plusieurs raisons, notamment à cause de l'électrification repoussée du championnat[5].

- Une nouvelle équipe fera son apparition sur la scène du rallycross mondial, le ES Motorsport. Team géré par l'ancien pensionnaire de la catégorie Super 1600, Ernestas Staponkus[6].

- Le 25 octobre 2018, l'équipe Olsbergs MSE décide de mettre en pause ses activités en World RX[7].

- Le 14 décembre, PSRX Volkswagen Sweden et Volkswagen Motorsport annoncent mettre en pause leurs engagements en World RX. Petter Solberg et Johan Kristoffersson ne seront donc pas non plus de la partie en 2019[8].

- Le 21 décembre, Timo Scheider officialise sa participation complète en World RX pour la saison 2019 au volant d'une Seat Ibiza du team Münnich Motorsport[9].

- Oliver Bennett a annoncé, le 23 décembre, participer à l'intégralité du championnat World RX 2019, et même vouloir engager avec son team Xite Racing une deuxième voiture soit en World RX soit en Euro RX[10].

- Le 29 décembre le team STARD de Manfred Stohl annonce qu'ils seront bien présent en 2019, et qu'ils engageront aussi une deuxième voiture. Ils confirment aussi que Jānis Baumanis reste avec eux pour 2019[11]. Le 20 janvier, Ford Performance annonce soutenir STARD[12]. Le 19 février, le site parc-fermé annonce que le deuxième pilote de STARD sera le Norvégien Pål Try qui participera à quelques manches du World RX. Jani Paasonen et Jere Kalliokoski feront les autres manches[13].

- Le GRX Taneco Team annonce le 11 février participer à l'intégralité de la saison 2019 avec comme pilote Niclas Grönholm et Timur Timerzyanov au volant des Hyundai i20. L'équipe engage aussi Reinis Nitišs sur trois manches du World RX au volant d'une troisième Hyundai i20[14].

- Krisztián Szabó crée la surprise le 3 mars 2019 en annonçant qu'il s'engage à temps complet au volant d'une Audi S1 EKS RX quattrode l’équipe EKS[15].

- Le 5 mars, Guerlain Chicherit annonce ses plans pour 2019. Il engage Anton Marklund sur la deuxième Mégane sous la structure GC Kompetition, et annonce aussi la création d'une deuxième équipe en World RX, GCK Academy, où sont engagés Cyril Raymond et Guillaume de Ridder[16].

- Le Team Hansen s'associe à Max Pucher et confirment leur engagement en World RX. Ils rouleront avec leurs 208, avec Timmy Hansen et Kevin Hansen comme pilotes[17].

- Le même jour que le Team Hansen, c'est l'équipe ES Motorsport qui annonce son pilote, le champion d'Europe Super 1600 2018, Rokas Baciuška, alors que Kevin Abbring devrait le rejoindre à la mi-saison sur une deuxième Škoda Fabia WRX[18].

- La liste officiel des engagés est dévoilée le 6 mars. On apprend donc la création d'un team, le Monster Energy RX Cartel, composé d'Andreas Bakkerud et Liam Doran, ainsi que les autres pilotes qui étaient déjà confirmés. Le World RX 2019 compte donc 16 engagés permanents [19].

| Engagés permanents | Engagés permanents       | Engagés permanents   | Engagés permanents | Engagés permanents                     |
| Constructeur       | Équipe                   | Voiture              | No.                | Pilote                                 |
| ------------------ | ------------------------ | -------------------- | ------------------ | -------------------------------------- |
| Hyundai            | GRX Taneco               | Hyundai i20          | 7                  | Timur Timerzyanov                      |
| Hyundai            | GRX Taneco               | Hyundai i20          | 68                 | Niclas Grönholm                        |
| Peugeot            | Team Hansen MJP          | Peugeot 208 WRX      | 21                 | Timmy Hansen                           |
| Peugeot            | Team Hansen MJP          | Peugeot 208 WRX      | 71                 | Kevin Hansen                           |
| Renault            | GC Kompetition           | Renault Mégane RS RX | 36                 | Guerlain Chicherit                     |
| Renault            | GC Kompetition           | Renault Mégane RS RX | 92                 | Anton Marklund                         |
| Renault            | GCK Academy              | Renault Clio RS RX   | 96                 | Guillaume De Ridder                    |
| Renault            | GCK Academy              | Renault Clio RS RX   | 113                | Cyril Raymond                          |
| Audi               | Monster Energy RX Cartel | Audi S1 WRX          | 13                 | Andreas Bakkerud                       |
| Audi               | Monster Energy RX Cartel | Audi S1 WRX          | 33                 | Liam Doran                             |
| Ford               | STARD                    | Ford Fiesta          | 5 / 3 / 22         | Pål Try Jani Paasonen Jere Kalliokoski |
| Ford               | STARD                    | Ford Fiesta          | 6                  | Jānis Baumanis                         |

| Engagés permanents individuels | Engagés permanents individuels   | Engagés permanents individuels | Engagés permanents individuels | Engagés permanents individuels |
| Constructeur                   | Équipe                           | Voiture                        | No.                            | Pilote                         |
| ------------------------------ | -------------------------------- | ------------------------------ | ------------------------------ | ------------------------------ |
| Audi                           | EKS Sport                        | Audi S1 EKS RX quattro         | 123                            | Krisztián Szabó                |
| Seat                           | All-Inkl.com Muennich Motorsport | Seat Ibiza                     | 44                             | Timo Scheider                  |
| Mini                           | Xite Racing                      | Mini Cooper S WRX              | 42                             | Oliver Bennett                 |
| Škoda                          | ESMotorsport-Labas Gas           | Škoda Fabia                    | 14                             | Rokas Baciuška                 |

## Classement général

### Attribution des points
| Système de points | Position | Position | Position | Position | Position | Position | Position | Position | Position | Position | Position | Position | Position | Position | Position | Position |
| Système de points | 1er      | 2e       | 3e       | 4e       | 5e       | 6e       | 7e       | 8e       | 9e       | 10e      | 11e      | 12e      | 13e      | 14e      | 15e      | 16e      |
| ----------------- | -------- | -------- | -------- | -------- | -------- | -------- | -------- | -------- | -------- | -------- | -------- | -------- | -------- | -------- | -------- | -------- |
| Séries            | 16       | 15       | 14       | 13       | 12       | 11       | 10       | 9        | 8        | 7        | 6        | 5        | 4        | 3        | 2        | 1        |
| Demi-finales      | 6        | 5        | 4        | 3        | 2        | 1        |          |          |          |          |          |          |          |          |          |          |
| Finale            | 8        | 5        | 4        | 3        | 2        | 1        |          |          |          |          |          |          |          |          |          |          |

- Les positions qui ne sont pas qualificatives pour la phase suivante sont indiquées par un fond rose.

### Championnat équipes
| Pos. | Équipe                   | No.        | Pilotes                                | Points |
| ---- | ------------------------ | ---------- | -------------------------------------- | ------ |
| 1    | Team Hansen MJP          | 21         | Timmy Hansen                           | 410    |
| 1    | Team Hansen MJP          | 71         | Kevin Hansen                           | 410    |
| 2    | GRX Taneco Team          | 7          | Timur Timerzyanov                      | 367    |
| 2    | GRX Taneco Team          | 68         | Niclas Grönholm                        | 367    |
| 2    | GRX Taneco Team          | 31         | Joni Wiman                             | 367    |
| 3    | Monster Energy RX Cartel | 13         | Andreas Bakkerud                       | 325    |
| 3    | Monster Energy RX Cartel | 33         | Liam Doran                             | 325    |
| 4    | GC Kompetition           | 36         | Guerlain Chicherit                     | 192    |
| 4    | GC Kompetition           | 92         | Anton Marklund                         | 192    |
| 5    | STARD                    | 5 / 3 / 22 | Pål Try Jani Paasonen Jere Kalliokoski | 103    |
| 5    | STARD                    | 6          | Jānis Baumanis                         | 103    |
| 6    | GCK Academy              | 96         | Guillaume De Ridder                    | 74     |
| 6    | GCK Academy              | 113        | Cyril Raymond                          | 74     |